# 430-й гаубичный артиллерийский полк
430-й гаубичный артиллерийский полк, также мог называться 430-й гаубичный артиллерийский полк Резерва Главного Командования или 430-й гаубичный артиллерийский полк большой мощности — воинская часть Вооружённых Сил СССР в Великой Отечественной войне.

## История
Сформирован до 1939 года, принимал участие в Зимней войне
К началу войны в четырёхдивизионном полку на вооружении состояли 33 203-мм орудия. На 22 июня 1941 года дислоцируется в Днепропетровске.
В действующей армии во время Великой Отечественной войны с 25 июня 1941 по 17 августа 1941 и с 16 декабря 1941 по 20 июля 1943 года.
С началом войны переброшен на станцию Весёлый Кут, занял позиции в районе Гросулово, Михайловка, где из состава полка был выделен 527-й гаубичный артиллерийский полк
На 2 июля 1941 года занимает позиции в районе Гросулово, Михайловка . На 3 июля 1941 года передан в подчинение коменданта укреплённого района для обеспечения рыбнинского направления на рубеже Днестра. К 10 июля 1941 года перед полком, в составе 80-го Рыбницкого укрепрайона стояла задача подготовки к возможному немецко-румынскому наступлению. В июле-начале августа 1941 года с восточного берега Днестра ведёт обстрел переправ противника, срывая его попытки переправиться через Днестр. На 6 августа 1941 года отходит к Южному Бугу в районе Николаева, находится на марше в районе Кринички, совхоза Николаева.
На 13 августа 1941 года, выполняя директиву о сосредоточении артиллерии Южного фронта на восточном берегу Днепра, находится на марше между Новой Воронцовкой и Шолохово, следуя к переправе через Днепр у Запорожья, где он должен был быть использован для прикрытия подступов и переправ через Днепр на направлении Днепропетровск и Запорожье. После переправы через реку, 17 августа 1941 года переправлен в тыл.
В ноябре-декабре 1941 года участвует в обороне Москвы на Можайском и Рублёвском шоссе против танковых атак противника.
В конце декабря 1941 года направлен на Волхов, где обеспечивает артиллерийскую поддержку войскам Волховского фронта на заключительном этапе наступления от Тихвина и в ходе всей Любанской операции, дислоцируясь в частности, в Заречье ведёт обстрел укреплённой полосы в районе Любцы, Копцы. В апреле 1942 года из состава полка выделен 1198-й гаубичный артиллерийский полк
Осенью 1942 года поддерживает советские войска в ходе Синявинской операции.
С начала января 1943 года разрушает укрепления противника в ходе прорыва блокады Ленинграда. В первой половине 1943 года задействован в районе Синявино, ведёт обстрел Синявинских высот.
В июле 1943 года обращён на формирование 121-й гаубичной артиллерийской бригады.

## Подчинение
| Дата            | Фронт (округ)                                              | Армия               | Корпус | Дивизия | Примечания                              |
| --------------- | ---------------------------------------------------------- | ------------------- | ------ | ------- | --------------------------------------- |
| 22.06.1941 года | -                                                          | 9-я отдельная армия | -      | -       | -                                       |
| 01.07.1941 года | Южный фронт                                                | 9-я армия           | -      | -       | -                                       |
| 10.07.1941 года | Южный фронт                                                | 9-я армия           | -      | -       | -                                       |
| 01.08.1941 года | Южный фронт                                                | 9-я армия           | -      | -       | -                                       |
| 01.09.1941 года | Приволжский военный округ                                  | -                   | -      | -       | -                                       |
| 01.10.1941 года | Приволжский военный округ                                  | -                   | -      | -       | -                                       |
| 01.11.1941 года | Приволжский военный округ                                  | -                   | -      | -       | -                                       |
| 01.12.1941 года | Резерв Ставки ВГК (Московская зона обороны)                | -                   | -      | -       | -                                       |
| 01.01.1942 года | Волховский фронт                                           | -                   | -      | -       | -                                       |
| 01.02.1942 года | Волховский фронт                                           | 4-я армия           | -      | -       | -                                       |
| 01.03.1942 года | Волховский фронт                                           | 59-я армия          | -      | -       | без 2-го дивизиона в составе 52-й армии |
| 01.04.1942 года | Волховский фронт                                           | -                   | -      | -       | -                                       |
| 01.05.1942 года | Ленинградский фронт (Группа войск Волховского направления) | -                   | -      | -       | -                                       |
| 01.06.1942 года | Ленинградский фронт (Волховская группа войск)              | 52-я армия          | -      | -       | -                                       |
| 01.07.1942 года | Волховский фронт                                           | 52-я армия          | -      | -       | -                                       |
| 01.08.1942 года | Волховский фронт                                           | 52-я армия          | -      | -       | -                                       |
| 01.09.1942 года | Волховский фронт                                           | 8-я армия           | -      | -       | -                                       |
| 01.10.1942 года | Волховский фронт                                           | 52-я армия          | -      | -       | -                                       |
| 01.11.1942 года | Волховский фронт                                           | 52-я армия          | -      | -       | -                                       |
| 01.12.1942 года | Волховский фронт                                           | 52-я армия          | -      | -       | -                                       |
| 01.01.1943 года | Волховский фронт                                           | -                   | -      | -       | -                                       |
| 01.02.1943 года | Волховский фронт                                           | 2-я ударная армия   | -      | -       | -                                       |
| 01.03.1943 года | Ленинградский фронт                                        | 2-я ударная армия   | -      | -       | -                                       |
| 01.04.1943 года | Волховский фронт                                           | 8-я армия           | -      | -       | -                                       |
| 01.05.1943 года | Волховский фронт                                           | 8-я армия           | -      | -       | -                                       |
| 01.06.1943 года | Волховский фронт                                           | 8-я армия           | -      | -       | -                                       |
| 01.07.1943 года | Волховский фронт                                           | 8-я армия           | -      | -       | -                                       |